# Standard Luik in het seizoen 1986/87
Een overzicht van Standard Luik in het seizoen 1986/87.

## Gebeurtenissen
In 1986 werd oud-speler Jef Vliers aan de sportieve cel toegevoegd. De gewezen aanvaller van onder meer Standard werd technisch directeur. De Joegoslaaf Michel Pavić bleef coach en zag tijdens de zomermaanden onder meer Michel Preud'homme, Eddy Snelders en Theo Poel vertrekken. Preud'homme was door de ontbolstering van Gilbert Bodart op een zijspoor belandt in Luik en besloot in 1986 de overstap te maken naar het KV Mechelen van trainer Aad de Mos. In oktober 1986 verliet ook spits Nico Claesen de Vurige Stede. Hij versierde een transfer naar de Engelse subtopper Tottenham Hotspur. In ruil trok de club onder meer de Luxemburgse aanvaller Jeff Saibene en de Joegoslavische spelmaker Vladimir Petrović aan. Daarnaast mochten de jongeren Thierry Siquet en Daniël Nassen hun debuut maken voor Standard.
Het werd opnieuw een moeilijk seizoen voor Standard. De Rouches begonnen nochtans overtuigend aan de competitie. Op de eerste speeldag won het elftal van Pavić met 5-0 van AA Gent. Net voor de winterstop moest Standard het achtereenvolgens opnemen tegen RSC Anderlecht en Club Brugge. Tegen de Brusselaars sleepten de Rouches voor eigen volk een punt uit de brand. Nadien gingen de Luikenaars met 1-0 verliezen op het veld van Brugge.
Na de winterstop zakte Standard verder weg. Een gelijkspel tegen Racing Jet Wavre werd gevolgd door nederlagen tegen KSC Lokeren, Berchem Sport en KV Mechelen. Het was ook in die periode dat de club Pavić aan de kant schoof en assistent-trainer Helmut Graf tijdelijk promoveerde tot hoofdcoach. Op 2 mei 1987 ging Standard met 4-0 verliezen in het Constant Vanden Stockstadion. Enkele weken later verzekerde Anderlecht zich van de titel. Standard sloot het seizoen af als tiende en greep zo naast Europees voetbal.
Ook in de beker stootte Standard in het seizoen 1986/87 op Anderlecht. Beide clubs namen het in 1/16 finale tegen elkaar op. Zowel de heen- als terugwedstrijd eindigde in een scoreloos gelijkspel. In de daaropvolgende strafschoppenreeks trok Anderlecht aan het langste eind (3-4). Guy Vandersmissen, Gilbert Bodart en Zoran Jelikić wisten niet raak te treffen van op elf meter.
Ook op individueel vlak viel Standard niet in de prijzen. Bodart werd begin 1987 wel derde bij de uitreiking van de Gouden Schoen.

## Selectie
| Keepers            |             |            |                                 |
| Gilbert Bodart     | België      | 12-09-1962 | /                               |
| Benoît Mailleux    | België      | 26-01-1960 | Sporting Charleroi (1983–1986)  |
| Philippe Thonus    | België      | 04-10-1965 | RFC Hannutois (1985–1986)       |
| Verdedigers        |             |            |                                 |
| Patrick Aussems    | België      | 06-02-1965 | /                               |
| Michel Collard     | België      | 05-09-1963 | /                               |
| Etienne Delangre   | België      | 12-02-1963 | /                               |
| Zoran Jelikić      | Joegoslavië | 04-08-1953 | Hajduk Split (1981–1983)        |
| Freddy Luyckx      | België      | 17-01-1959 | RFC Seraing (1981–1984)         |
| Daniël Nassen      | België      | 24-11-1966 | /                               |
| Michel Renquin     | België      | 03-11-1955 | Servette Genève (1982–1985)     |
| Thierry Siquet     | België      | 18-10-1968 | /                               |
| Edwin Somers       | België      | 06-11-1967 | Spouwen-Mopertingen (1984–1986) |
| Gilles Thomas      | België      | 18-09-1964 | /                               |
| Michel Wintacq     | België      | 02-10-1955 | Club Luik (1979–1983)           |
| Middenvelders      |             |            |                                 |
| Patrick Bonomi     | België      | 15-10-1965 | /                               |
| Jean-Marc Bosman   | België      | 03-10-1964 | /                               |
| Guy Hellers        | Luxemburg   | 10-10-1964 | FC Metz (1981–1983)             |
| Giuseppe Di Miceli | België      | 25-02-1968 | /                               |
| Vladimir Petrović  | Joegoslavië | 01-07-1955 | Stade Brest (1985–1986)         |
| Guy Vandersmissen  | België      | 25-12-1957 | /                               |
| Aanvallers         |             |            |                                 |
| Alex Czerniatynski | België      | 28-07-1960 | RSC Anderlecht (1982–1985)      |
| Srebrenko Repčić   | Joegoslavië | 01-12-1954 | Fenerbahçe (1983–1985)          |
| Jeff Saibene       | Luxemburg   | 13-09-1968 | Union Luxembourg (1985–1986)    |

 = Aanvoerder

### Technische staf
|                 |                     |                |                                 |
| Functie         | Naam                | Nationaliteit  | Opmerking                       |
| Coach           | Michel Pavić (foto) | Joegoslavië    | Tot februari 1987.              |
| Assistent-coach | Helmut Graf         | West-Duitsland | Ad interim vanaf februari 1987. |
| Dokter          | Richard Maréchal    | België         |                                 |
| Kiné            | Jean Bourguignont   | België         |                                 |
| Conditietrainer | Roger Lespagnard    | België         |                                 |

## Resultaten
Een overzicht van de competities waaraan Standard in het seizoen 1986-1987 deelnam.
| Seizoen 1986/87  | Seizoen 1986/87 | Seizoen 1986/87                   |
| Competitie       | Resultaat       | Uitgeschakeld door / Tegenstander |
| ---------------- | --------------- | --------------------------------- |
| Eerste Klasse    | Tiende          |                                   |
| Beker van België | 1/16 finale     | RSC Anderlecht                    |
| UEFA Cup         | 1/16 finale     | Swarovski Tirol                   |

## Uitrustingen
Shirtsponsor(s): Opel

Sportmerk: Le Coq Sportif
| Thuis | Uit | Doelman | Doelman |  |

## Transfers

### Zomer
| Naam               | Nationaliteit | Van / Naar          | Type       |
| ------------------ | ------------- | ------------------- | ---------- |
| Inkomend           |               |                     |            |
| Benoît Mailleux    | België        | Sporting Charleroi  | Gekocht    |
| Vladimir Petrović  | Joegoslavië   | Stade Brest         | Gekocht    |
| Jeff Saibene       | Luxemburg     | Union Luxembourg    | Gekocht    |
| Edwin Somers       | België        | Spouwen-Mopertingen | Gekocht    |
| Philippe Thonus    | België        | RFC Hannutois       | Einde huur |
| Uitgaand           |               |                     |            |
| Michel Preud'homme | België        | KV Mechelen         | Verkocht   |
| Guy Dardenne       | België        | RFC Seraing         | Verkocht   |
| Eddy Sepul         | België        | RFC Seraing         | Verkocht   |
| Pedro Gomez        | Spanje        | RFC Seraing         | Verkocht   |
| Jean-Marc Ernest   | België        | Club Luik           | Verkocht   |
| Theo Poel          | België        | Beerschot           | Verkocht   |
| Johan Telen        | België        | Beerschot           | Verkocht   |
| Eddy Snelders      | België        | KV Kortrijk         | Verkocht   |

### Oktober 1986
| Naam         | Nationaliteit | Van / Naar        | Type     |
| ------------ | ------------- | ----------------- | -------- |
| Uitgaand     |               |                   |          |
| Nico Claesen | België        | Tottenham Hotspur | Verkocht |

## Eerste klasse

### Klassement
|         |    |                         | P  | W  | G  | V  | +  | -  | DS  | Ptn |
| ------- | -- | ----------------------- | -- | -- | -- | -- | -- | -- | --- | --- |
| K       | 1  | RSC Anderlecht          | 34 | 25 | 7  | 2  | 82 | 25 | 57  | 57  |
| (beker) | 2  | KV Mechelen             | 34 | 24 | 7  | 3  | 57 | 18 | 39  | 55  |
| (UEFA)  | 3  | Club Brugge KV          | 34 | 19 | 7  | 8  | 70 | 34 | 36  | 45  |
| (UEFA)  | 4  | KSC Lokeren             | 34 | 18 | 8  | 8  | 59 | 41 | 18  | 44  |
| (UEFA)  | 5  | KSK Beveren             | 34 | 15 | 14 | 5  | 44 | 24 | 20  | 44  |
|         | 6  | RFC Liégeois            | 34 | 14 | 10 | 10 | 44 | 38 | 6   | 38  |
|         | 7  | R. Charleroi SC         | 34 | 13 | 9  | 12 | 49 | 52 | −3  | 35  |
|         | 8  | KSV Waregem             | 34 | 13 | 8  | 13 | 45 | 43 | 2   | 34  |
|         | 9  | K. Beerschot VAV        | 34 | 11 | 11 | 12 | 35 | 39 | −4  | 36  |
|         | 10 | Standard Luik           | 34 | 10 | 11 | 13 | 40 | 38 | 2   | 31  |
|         | 11 | KSV Cercle Brugge       | 34 | 9  | 12 | 13 | 37 | 40 | −3  | 30  |
|         | 12 | Racing Jet de Bruxelles | 34 | 9  | 12 | 13 | 34 | 47 | −13 | 30  |
|         | 13 | RWD Molenbeek           | 34 | 8  | 12 | 14 | 37 | 53 | −16 | 28  |
|         | 14 | R. Antwerp FC           | 34 | 8  | 10 | 16 | 43 | 49 | −6  | 26  |
|         | 15 | KV Kortrijk             | 34 | 8  | 8  | 18 | 37 | 52 | −15 | 24  |
|         | 16 | KAA Gent                | 34 | 7  | 9  | 18 | 25 | 50 | −25 | 23  |
| D       | 17 | RFC Sérésien            | 34 | 5  | 10 | 19 | 30 | 63 | −33 | 20  |
| D       | 18 | K. Berchem Sport        | 34 | 4  | 7  | 23 | 20 | 82 | −62 | 15  |

P: wedstrijden gespeeld, W: wedstrijden gewonnen, G: gelijke spelen, V: wedstrijden verloren, +: gescoorde doelpunten, -: doelpunten tegen, DS: doelsaldo, Ptn: totaal punten
K: kampioen, D: degradeert, (beker): bekerwinnaar, (UEFA): geplaatst voor UEFA-beker

## Afbeeldingen

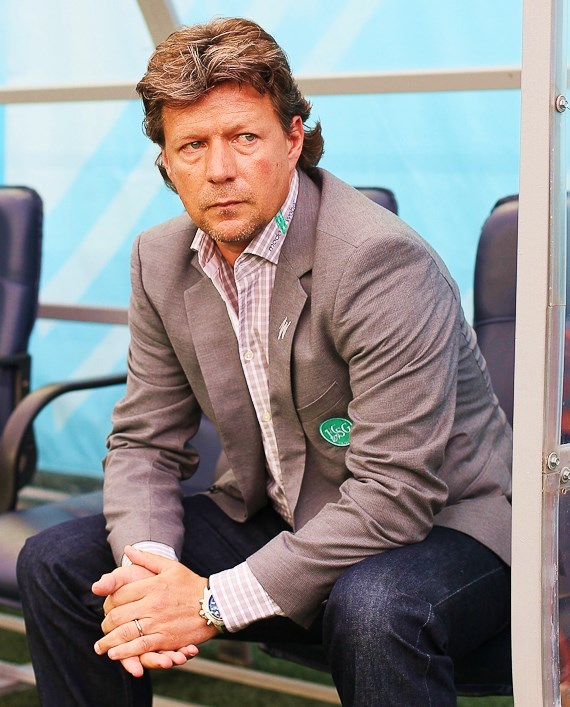
Jeff Saibene (aanvaller)